# 比尤納維斯塔縣
比尤納維斯塔縣（英語：Buena Vista County）是美國愛荷華州西北部的一個縣。面積1,502平方公里。根據美國2000年人口普查，共有人口20,411人。縣治斯托姆莱克（Storm Lake）。
成立於1851年1月15日，縣政府成立於1858年11月20日。縣名紀念美墨戰爭中的比尤納維斯塔之役。

## 地理
根据美国人口统计局的数据比尤納維斯塔縣的总面积为1502平方公里，其中1489平方公里为陆地面积，14平方公里（总面积的0.91%）是水域面积。

### 主要公路
- 美国国道71
- 爱荷华州道3
- 爱荷华州道7
- 爱荷华州道10
- 爱荷华州道110

### 周边县
- 克莱县 (艾奥瓦州)（北）
- 波卡洪塔斯縣（东）
- 索克縣（南）
- 切羅基縣（西）

## 人口

2000年人口普查时比尤納維斯塔縣的人口结构

根据2000年的人口普查比尤納維斯塔縣有20,411名居民，分7,499个户，5,121个家庭，其人口密度为每平方公里14人。其中88.00%为美洲白人、0.35%是非裔美国人、0.13%是美洲土著人、4.33%是亚裔美国人、0.01%是太平洋土著人、5.75%是其它人中、1.42%是混血儿。西班牙裔和拉丁美洲裔的人占12.54%。
2005年的普查说明比尤納維斯塔縣是爱荷华州所有县中非西班牙裔人比率最低的。非西班牙裔白人占人口的76.1%，非裔美国人占1.3%，亚裔美国人占3.9%，拉丁美洲裔占18.6%。
县内7499个户中31.9%有18岁以下的未成年人、57.5%是结婚夫妇、7.2%是带孩子的单身妇女、31.7%不是家庭、27.0%是单身汉、13.2%有65岁以上的老年人。平均每户2.54人，平均每个家庭3.08人。
县内的人口结构为25.4%在18岁以下、12.2%在18和24岁之间、25.4%在25和44岁之间、20.2%在45和64岁之间、16.9%在65岁以上。平均年龄为36岁。县内女子对男子的性别比为100：100.4。18岁以上的成年人的性别比为100：97.4。
县内每户的平均年收入为35,300美元。家庭的平均年收入为41,549美元。男子的平均年收入为29,172美元，女子的平均年收入为20,252美元。人均年收入为16,042美元。约7.6%的家庭和10.5%的人口生活在贫困线以下，其中包括12.6%的未成年人和7.6%的老年人。